# Uglja
Uglja (ukrajinsky У́ґля) je obec v okrese Ťačiv v Zakarpatské oblasti na Ukrajině. V roce 2025 žilo v Uglje 3117 obyvatel; v celé obci pak 6234 obyvatel.

## Části obce
- Uglja
  - Monoroš (Моньорош)
  - Ruskovo (Русково).
- Bobove (Бобове)
- Hrunyky  (Груники)
- Mala Uholka (Мала Уголька)

## Ugljanská venkovská komunita (hromada)
V Uglje je administrativní centrum jednotného územního společenství Ugljanská venkovská komunita (ukrajinsky Углянська сільська громада), do kterého patří tyto vesnice:
- Uglja – Угля
- Bobove – Бобове
- Hrunyky – Груники
- Mala Uholka – Мала Уголька
- Velyka Uholka – Велика Уголька
- Kolodne – Колодне

Ugljanská venkovská komunita má rozlohu 146,5 km². V roce 2020 v ní žilo 10 665 obyvatel.

## Historie
Uglja byla poprvé písemně zmíněna v roce 1389. Do uzavření Trianonské smlouvy byla obec součástí Uherska, poté byla pod názvem Uglja součástí československé první republiky. Byl zde obecní notariát a četnická stanice. Od roku 1945 byla obec součástí Ukrajinské sovětské socialistické republiky, která byla součástí SSSR, a nakonec od roku 1991 je součástí samostatné Ukrajiny.